# Lukov (okres Třebíč)
Lukov (německy Lukau, dříve plebanus de Lukov, Luckov, viliam Lukaw, v Lukowie, Lukau) je obec 2,5 km severovýchodně od Moravských Budějovic, v okrese Třebíč v Kraji Vysočina. Leží na obou březích potoka Rokytky, prochází jí silnice z Vícenic k hlavní silnici Jaroměřice–Moravské Budějovice. Žije zde 396 obyvatel.
V obci je základní škola, mateřská škola, kostel, restaurace se sálem, prodejna potravin, pekařství, prodejna stavebnin. Pamětní deska vedle kostela připomíná místní oběti babického procesu z padesátých let. Místní jezdecký oddíl pořádá na vlastním parkuru dvakrát ročně parkurové a vozatajské soutěže.
Sousedními obcemi sídla jsou Vícenice, Moravské Budějovice, Jakubov u Moravských Budějovic, Litohoř, Bohušice a Blatnice.

## Geografie
Ze západu na východ vede přes území obce silnice z Vícenic k silnici II/152, silnice II/152 vede přes území obce ze severu na jih z Jaroměřic nad Rokytnou do Moravských Budějovic, zároveň tvoří část východní hranice území obce. Jižně ze zastavěného území obce vychází silnice do Moravských Budějovic. Severně od zastavěného území obce vede k Melkusovu mlýnu užitková silnice. Podél jihozápadní hranice území obce vede užitková silnice u kopce Svatý Vít. Ze severu k jihu přes území obce prochází železniční trať Znojmo–Okříšky, ačkoliv železnice prochází těsně kolem zastavěného území obce, tak na trati na území obce není žádná zastávka, nejbližší jsou zastávky v Moravských Budějovicích a Bohušicích. Na jihozápadním okraji území obce prochází cyklostezka 5103, podél hranice pod kopcem Svatý Vít prochází i zelená turistická stezka. Na severním okraji území obce se nachází polní letiště Jaroměřice u Moravských Budějovic (ULJARO). 
Většina území obce je využívána zemědělsky, zalesněna je oblast na jihozápadním okraji území obce u kopce Svatý Vít, pak také je malá lesní oblast na severním okraji území obce a podél Rokytky. U Melkusova mlýna se nachází areál pily, drobný průmyslový areál se nachází i na jihu zastavěného území obce. Na jižním okraji území obce se nachází areál ČOV a těsně za jižní hranicí území obce se nachází průmyslový areál společnosti Ferrum, těsně za jihozápadní hranicí pak fotovoltaická elektrárna a velký průmyslový areál. 
Přes území obce protéká severně řeka Rokytka, prochází i přes zastavěné území obce, které dělí na dvě části, pak prochází kolem Melkusova mlýna, kdy tento leží na náhonu Rokytky, pak Rokytka teče dál na západ, kdy se po pár kilometrech vlévá v Jaroměřicích nad Rokytnou do Rokytné. U Vícenic pramení Vícenický potok, ten pak teče východně, tam do něj ústí nepojmenovaný potok s rybníčkem a u Melkusova Mlýna ústí do Rokytky. 
Většina území obce se nachází cca v 450 metrech nad mořem, území obce je mírně kopcovité. Na východním okraji území obce se nachází několik kopců s výškou kolem 460 metrů nad mořem. Víc kopcovitý a vyšší je jihozápadní oblast území obce, tam se nachází Lukovská hora (530 m) a kopec Svatý Vít (557 m) se zříceninou kaple, těsně za západní hranicí obce se nachází Kozí hora (526 m) a Holý kopec (580 m). 
Zastavěné území obce se nachází téměř uprostřed území obce, na dvě pomyslné části je dělené řekou Rokytkou. Severně od zastavěného území obce se nachází Melkusův mlýn, na jižním okraji území obce se nachází chatová oblast. Na kopci Svatý Vít se nachází zřícenina kaple. Těsně za jižní hranicí obce se nachází zastavěného území Moravských Budějovic. 
Pod Lukovskou horou se nachází jeskyně.

## Historie
První písemná zmínka o Lukovu pochází z roku 1235, kdy byla vesnice markrabětem Přemyslem darována klášteru Porta Coeli v Tišnově, dar potvrdil papež Řehoř, kolem roku 1260 pak získal vesnici Drahoslav, ale po rozhodnutí Přemysla Otakara II. se Lukov vrátil do majetku kláštera Porta Coeli. Ve 14. století patřil Lukov jako zástava vladykům z Lukova, později se ves opět stala majetkem kláštera. V roce 1545 patřil Lukov Janovi z Pernštejna, který jej téhož roku prodal Václavovi Chroustenskému z Malovar. V roce 1593 Rudolf II. zastavil Lukov Zdeňkovi Brtnickému z Valdštejna, plným majitelem se stal později a postupně Lukov vyměnil s Hynkem z Valdštejna, tím se Lukov stal součástí moravskobudějovického panství.
Po Hynkovi z Valdštejna město zdědil Zdeněk II. Brtnický z Valdštejna, který se přidal ke stavovskému povstání a majetek mu byl zabaven a panství získal Hanibal ze Schaumburku, roku 1634 pak panství získal Jan Reinhard a v roce 1648 pak Rudolf Jindřich ze Schaumburku a následně jeho děti. Následně pak roku 1689 zakoupili Lukov Questenberkové, kteří byli majiteli jaroměřického panství a jejich příbuzným pak panství patřilo až do roku 1945.
Roku 1768 byla poprvé zmíněna škola v obci. V roce 1775 se lukovští poddaní zúčastnili nevolnického povstání a roku 1821 robotní vzpoury. V roce 1845 byla postavena nová budova pro školu a roku 1894 byla tehdejší jednotřídka rozšířena na dvojtřídku. V roce 1900 byl v obci založen spolek Národní jednota, roku 1909 Omladina a roku 1924 Domovina. V roce 1921 byl v obci postaven památník obětem první světové války. Po skončení druhé světové války zůstala většina obyvatel věrna zemědělskému povolání a v roce 1952 bylo v obci založeno JZD, to pak bylo roku 1960 sloučeno s JZD Bohušice a fungovalo dál jako JZD Družba, to pak bylo v roce 1972 začleněno do JZD Budoucnost v Moravských Budějovicích. Později byla v obci postavena mateřská škola, tělocvična a tři bytové domy. V roce 1995 byla odhalena pamětní deska obětem komunismu.
Do roku 1849 patřil Lukov do jaroměřického panství, od roku 1850 patřil do okresu Znojmo, od roku 1896 do okresu Moravské Budějovice a od roku 1960 do okresu Třebíč. Mezi lety 1980 a 1990 patřil Lukov do Moravských Budějovic, osamostatnil se roku 1990.

### Obyvatelstvo
| Rok            | 1869 | 1880 | 1890 | 1900 | 1910 | 1921 | 1930 | 1950 | 1961 | 1970 | 1980 | 1991 | 2001 |
| Počet obyvatel | 469  | 432  | 413  | 489  | 487  | 500  | 509  | 462  | 394  | 371  | 337  | 295  | 367  |

## Politika
V letech 2006–2010 působil jako starosta Jan Vidourek, od roku 2010 do roku 2014 tuto funkci zastával Lubomír Kosík, od roku 2014 vykonává funkci starosty opět Jan Vidourek.

### Volby do Poslanecké sněmovny
|       | 2006                | 2010                | 2013                | 2017                | 2021                  |
| ----- | ------------------- | ------------------- | ------------------- | ------------------- | --------------------- |
| 1.    | ČSSD (43,41 %)      | ČSSD (23,64 %)      | KSČM (28,09 %)      | ANO (25,0 %)        | ANO (26,83 %)         |
| 2.    | KSČM (21,95 %)      | KSČM (19,21 %)      | ČSSD (19,04 %)      | KSČM (17,1 %)       | SPOLU (24,24 %)       |
| 3.    | KDU-ČSL (17,56 %)   | KDU-ČSL (14,77 %)   | ANO 2011 (17,61 %)  | KDU-ČSL (17,1 %)    | Piráti+STAN (12,55 %) |
| účast | 73,31 % (206 z 281) | 71,23 % (203 z 285) | 71,86 % (212 z 295) | 72,84 % (228 z 313) | 70,95 % (232 z 327)   |

### Volby do krajského zastupitelstva
|      | 1.                | 2.                       | 3.                    | účast               |
| ---- | ----------------- | ------------------------ | --------------------- | ------------------- |
| 2000 | 4KOALICE (26,6 %) | KSČM (24,77 %)           | ODS (14,67 %)         | 42,22 % (114 z 270) |
| 2004 | KSČM (32,38 %)    | KDU-ČSL (27,61 %)        | ODS (13,33 %)         | 38,46 % (105 z 273) |
| 2008 | ČSSD (35,57 %)    | KSČM (21,47 %)           | KDU-ČSL (17,44 %)     | 53,60 % (149 z 278) |
| 2012 | KSČM (29,93 %)    | ČSSD (24,48 %)           | KDU-ČSL (13,6 %)      | 54,27 % (157 z 293) |
| 2016 | KSČM (23,7 %)     | KDU-ČSL (19,25 %)        | STAN+SNK ED (11,85 %) | 44,85 % (135 z 301) |
| 2020 | Piráti (16,78 %)  | ANO (16,78 %)            | STAN+SNK ED (13,28 %) | 44,34 % (145 z 327) |
| 2024 | ANO (48,95 %)     | ODS+TOP 09+STO (20,97 %) | STAN+SNK ED (8,39 %)  | 43,87 % (143 z 326) |

### Prezidentské volby
V prvním kole prezidentských voleb v roce 2013 první místo obsadil Miloš Zeman (61 hlasů), druhé místo obsadil Jan Fischer (41 hlasů) a třetí místo obsadil Jiří Dienstbier (40 hlasů). Volební účast byla 68,03 %, tj. 200 ze 294 oprávněných voličů. V druhém kole prezidentských voleb v roce 2013 první místo obsadil Miloš Zeman (145 hlasů) a druhé místo obsadil Karel Schwarzenberg (69 hlasů). Volební účast byla 73,13 %, tj. 215 ze 294 oprávněných voličů.
V prvním kole prezidentských voleb v roce 2018 první místo obsadil Miloš Zeman (103 hlasů), druhé místo obsadil Jiří Drahoš (41 hlasů) a třetí místo obsadil Pavel Fischer (39 hlasů). Volební účast byla 69,62 %, tj. 220 ze 316 oprávněných voličů. V druhém kole prezidentských voleb v roce 2018 první místo obsadil Miloš Zeman (134 hlasů) a druhé místo obsadil Jiří Drahoš (94 hlasů). Volební účast byla 71,92 %, tj. 228 ze 317 oprávněných voličů.
V prvním kole prezidentských voleb v roce 2023 první místo obsadil Andrej Babiš (103 hlasů), druhé místo obsadil Petr Pavel (71 hlasů) a třetí místo obsadila Danuše Nerudová (26 hlasů). Volební účast byla 74,53 %, tj. 239 ze 322 oprávněných voličů. V druhém kole prezidentských voleb v roce 2023 první místo obsadil Petr Pavel (127 hlasů) a druhé místo obsadil Andrej Babiš (116 hlasů). Volební účast byla 76,25 %, tj. 244 ze 320 oprávněných voličů.

## Pamětihodnosti
- Kopec Svatý Vít (557 m n. m.) – bývalé poutní místo s kaplí a poustevnou a posléze letohrádkem jaroměřické vrchnosti
- Pamětní síň pátera Jana Buly na místní faře[26]
- Kostel Narození svatého Jana Křtitele z roku 1716[4]
- Sochy sv. Floriána a sv. Jana Nepomuckého[4]
- Boží muka u hřbitova[4]
- Pamětní deska Janu Bulovi, Jaroslavu Melkusovi a Emilu Spilkovi u kostela sv. Jana Křtitele[27]

### Zaniklé památky
- Křížová cesta ke kapli na Svatém Vítu

## Rodáci
- Jan Bula (24. června 1920 Lukov – 20. května 1952 Jihlava), katolický kněz, popraven v tzv. babickém procesu
- Michal Pizur (1914–1943), pilot 311. československé bombardovací perutě RAF
- Antonín Spilka (1876–1948), lékař, patolog
- Marie Šedivá (* 1946), pedagožka